# 岡山県立大学短期大学部
岡山県立大学短期大学部（おかやまけんりつだいがくたんきだいがくぶ、英語: Okayama Prefectural University-Junior College）は、岡山県総社市に本部を置いていた日本の公立短期大学。1955年に設置され、2007年に廃止された。大学の略称は県短。ここでは、前身の岡山県立短期大学（英称：Okayama Prefectural Junior College）についても述べる。

## 概要

### 大学全体
- 岡山県総社市に所在した日本の公立短期大学で、設置主体は岡山県[注 2]。
- 1946年に開園した岡山栄養科学園、岡山県栄養科学園を経て、1955年に岡山県栄養短期大学として開学[3]。当初は食物科のみの単科短大だったが、順次学科の増設がなされ4学科まで発展した。
- 1993年に岡山県立大学短期大学部に改称され、学科体制も1学科3専攻に改組された。
- 2005年度の入学生を最後に[注釈 3]、2007年に短期大学としての使命を終える[注釈 4]。

### 教育および研究
- 岡山県立大学短期大学部における専門教育は、介護・保育といった福祉専門職の育成や旧来の体育科を受け継いだ内容のものがあった。

### 学風および特色
- 岡山県立大学短期大学部は旧来の岡山県立短期大学を発展・改組かつ移転する形で設置された。
- 保育科は健康福祉学科児童福祉専攻に改組された段階では、幼稚園教諭免許状を取得するための課程が消滅したものの、2002年に復活した。
- 岡山県立短期大学においては、食物科以外女子のみの募集となっていた。

## 沿革
- 1946年
  - 5月1日 岡山栄養科学園が開園[6]。
- 1947年
  - 岡山栄養科学園が休園。
- 1948年
  - 岡山県栄養科学園が再開。
- 1951年
  - 1月 眞備学園敷地内に移転[7]
- 1955年
  - 3月30日 左記を以て文部省[注 3]より短期大学の設置が認可される[8]。
  - 4月1日 岡山県栄養短期大学（おかやまけんえいようたんきだいがく）として以下の学科体制にて開学[注 4]
    - 食物科 入学定員50名[注 5]
- 1958年
  - 5月1日 学生数[11]/定員
    - 食物科 99[注釈 5]/100
- 1960年
  - 4月1日 岡山県立栄養短期大学（おかやまけんりつえいようたんきだいがく）と改称[12]。
- 1961年
  - 4月1日 以下の学科を増設する[13]。
    - 体育科 入学定員50名

  - 5月1日 学生数[14]/定員
    - 食物科 102[注釈 5]/100
    - 体育科 47[注釈 5]/50
- 1962年
  - 5月1日 学生数[15]/定員
    - 食物科 106[注釈 5]/100
    - 体育科 87[注釈 5]/100
- 1965年
  - 4月1日 以下の学科を増設する[16]。
    - 看護科 入学定員50名

  - 5月1日 学生数[17]/定員
    - 食物科 104[注釈 5]/100
    - 体育科 87[注釈 5]/100
    - 看護科 55[注釈 5]/50
- 1966年
  - 4月1日 食物科の入学定員を50→100に増員[18]。
  - 5月1日 学生数[19]/定員
    - 食物科 154[注釈 5]/150
    - 体育科 97[注釈 5]/100
    - 看護科 104[注釈 5]/100
- 1967年
  - 4月1日 以下の学科を増設する[注 6]。
    - 保育科 入学定員50名

  - 5月1日 学生数[22]/定員　
    - 食物科 165[注釈 5]/200
    - 体育科 96[注釈 5]/100
    - 看護科 152[注釈 5]/150
    - 保育科 49[注釈 5]/50
- 1968年
  - 5月1日 学生数[23]/定員
    - 食物科 193[注釈 5]/200
    - 体育科 96[注釈 5]/100
    - 看護科 144[注釈 5]/150
    - 保育科 97[注釈 5]/100
- 1985年
  - 5月1日 学生数[24]/定員
    - 食物科 200[注釈 5]/200
    - 体育科 102[注釈 5]/100
    - 看護科 150[注釈 5]/150
    - 保育科 100[注釈 5]/100
- 1986年
  - 5月1日 学生数[25]/定員
    - 食物科 198[注釈 5]/200
    - 体育科 100[注釈 5]/100
    - 看護科 147[注釈 5]/150
    - 保育科 100[注釈 5]/100
- 1987年
  - 5月1日 学生数[26]/定員
    - 食物科 197[注釈 5]/200
    - 体育科 101[注釈 5]/100
    - 看護科 146[注釈 5]/150
    - 保育科 100[注釈 5]/100
- 1992年
  - 4月1日 以下については、この年度で学生募集を最終とする[注 7]。
    - 岡山県立短期大学の全学科[注 8]

  - 5月1日 学生数[29]/定員
    - 食物科 198[注釈 5]/200
    - 体育科 100[注釈 5]/100
    - 看護科 151[注釈 5]/150
    - 保育科 100[注釈 5]/100
- 1993年
  - 4月1日 岡山県立大学短期大学部として改組され、以下の学科体制に整備される[注 9]。
  - 健康福祉学科
    - 健康体育専攻 入学定員30名[注 10]
    - 児童福祉専攻 入学定員50名[注 11]
    - 生活福祉専攻 入学定員50名

  - 5月1日 学生数[30]/定員
    - 健康福祉学科 140[注 12]/130　
      - 食物科 95[注釈 5]/100
      - 体育科 49[注釈 5]/50
      - 看護科 99[注釈 5]/100
      - 保育科 49[注釈 5]/50
- 1994年
  - 5月1日 学生数[31]/定員
    - 健康福祉学科 274[注 13]/260
      - 看護科 52[注釈 5]/50
      - 保育科 1[注釈 5]/-
- 1999年
  - 5月1日 学生数[32]/定員
    - 健康福祉学科 270[注 14]/260
- 2005年
  - 4月1日 この年度で短期大学としての学生募集を最終とする[注釈 3]。
- 2007年
  - 3月30日 左記をもって正式に廃止となる[注釈 4]。

## 基礎データ

### 所在地
- 総社キャンパス（岡山県総社市窪木111[注釈 1]）
- 旧・岡山キャンパス（岡山県岡山市伊島町3-1-11[注 15]

### 象徴
- 岡山県立大学短期大学部のカレッジマークについては、右記資料を参照のこと[33]。

## 教育および研究

### 組織

#### 学科
- 健康福祉学科
  - 健康体育専攻 入学定員30名[注釈 6]
  - 児童福祉専攻 入学定員50名[注釈 6]
  - 生活福祉専攻 入学定員50名[注釈 6]

旧学科（岡山県立短期大学）
- 食物科 入学定員100名[注釈 7]
- 体育科 入学定員50名[注釈 7]
- 看護科 入学定員50名[注釈 7]
- 保育科 入学定員50名[注釈 7]

#### 専攻科
- なし

#### 別科
- なし

#### 取得資格について
資格
- 保育士：児童福祉専攻[注 16]
- 介護福祉士：生活福祉専攻
- 栄養士：旧：食物科

受験資格
- 看護師：旧・看護科

教職課程
- 中学校教諭二種免許状[注 17]
  - 保健体育：健康体育専攻[注 18]
  - 家庭：旧・食物科
  - 保健：旧・看護科
- 幼稚園教諭二種免許状：児童福祉専攻[注 19]
- 養護教諭二種免許状；看護科

#### 附属機関
- 図書館
- 保健福祉支援センター

### 研究
- 『岡山県立栄養短期大学研究紀要』[43]
- 『岡山県立短期大学研究紀要』[44]
- 『岡山県立大学短期大学部研究紀要』[注釈 2]

## 学生生活

### 部活動・クラブ活動・サークル活動
- 岡山県立大学短期大学部で活動していたクラブ活動
  - 体育系：合気道・硬式野球・サッカーほか
  - 文化系：合唱・写真・手話ほか

### 学園祭
- 岡山県立大学短期大学部の学園祭は「県大祭」として大学と合同で行われていた。ちなみに岡山県立栄養短期大学だった時分は「栄養祭」と称していた[46]

## 大学関係者と組織

### 大学関係者一覧

#### 大学関係者
歴代学長
- 赤木五郎：医師、岡山大学第5代学長
- 水野康孝：元岡山大学教育学部長
- 戸田茂：岡山県栄養短期大学初代学長

#### 出身者
- 石井智恵（衆議院議員）
- 樫本共加 （柔道選手）

## 施設

### キャンパス

#### 総社キャンパス
- 使用学科：健康福祉学科
- 使用専攻科：なし
- 使用附属施設：保健福祉支援センター
- 交通アクセス：JR西日本吉備線服部駅より徒歩3分。
- 設備：短期大学部独自の校舎があった。

#### 旧岡山キャンパス
- 使用学科：食物科・体育科・看護科・保育科
- 使用専攻科：なし
- 使用附属施設：図書館

## 対外関係

### 系列校
- 岡山県立大学

## 卒業後の進路について

### 編入学・進学実績
- 健康福祉学科
  - 健康体育専攻：鹿屋体育大学・川崎医療福祉大学ほか
  - 生活福祉専攻：香川大学・佐賀大学・山口県立大学・日本福祉大学ほか
  - 児童福祉専攻：岡山大学・立命館大学・倉敷市立短期大学専攻科ほか

## 関連サイト
- 岡山県立大学沿革